# صبر سقطري
'الصَبِر السُقُطْري' (باللاتينية: Aloe perryi) هو نبات معمر متوطن في جزيرة سقطرى اليمنية، وهو من النباتات المهددة بالانقراض وفقاً لكثير من الأبحاث التي أجراها الاتحاد العالمي للحفاظ على الطبيعة. كان في الماضي من النباتات المرتفعة القيّمة، وقيل إن الإسكندر الأكبر قام بغزو جزيرة سقطرة ليستولي على هذا النبات، لما له من فوائد عظيمة لا تقدر بثمن من ضمنها أنه كان يضمد به جروح المحاربين. ينبت في المناطق الصخرية ويتحمل العطش، ويتميز الصبار السقطري باختلاف لون العصارة عن باقي أنواع الصبار، حيث تميل إلى اللون الأحمر الداكن وتجفُّ سريعاً إذا لامست الهواء. وهناك كثير من الأبحاث التي أثبتت فعاليته العلاجية. يحتوي الصبر على جلكوزيدات انتراكينونية منها مركبات آلوين وباربالوين وكذلك كمية من مركب يسمى الوي إمودين.

## فوائد الصبر
ورد ذكره في كتاب الطب النبوي ومن ذلك ما روى أبو داود في كتاب المراسيل من حديث قيس بن راقع القيسي رضي الله عنه
أن رسول الله ﷺ قال: «ماذا في الأمرَّين من الشفاء؟ الصبر والثُفَّاء» وفي السنة لأبي داود من حديث أم سلمة قالت: «دخل عليّ رسول الله ﷺ حين توفي أبو سلمة- وقد جعلت عليّ صبراً، فقال: ماذا يا أم سلمة؟ فقلت: إنما هو صبر يا رسول الله ليس فيه طيب، قال: إنه يشب الوجه، فلا تجعليه إلا بالليل. ونهى عنه بالنهار».
وذكر في الطب النبوي أن الصبر مفيد إذا دهن على الجبهة بدهن الورد لعلاج الصداع، وينفع في قروح الأنف والفم، وقد قال ابن البيطار عن الصبر: «إنه يدمل الداحس وينفع الأورام والبثور وأوجاع المفاصل وقروح الأنف والفم والعضل التي في جانب اللسان طلاءً وشراباً» أما الأنطاكي فقال عنه: «الصبر من الأدوية المفيدة لأوجاع الصدر وأمراض المعدة ويقوي أفعال الأدوية ويذهب الحكة والقروح والحمرة طلاءً بالعسل، والاكتحال به يحد البصر، إن طُبخ بماء الكراث أبرأ أمراض المعدة وأسقط البواسير».
يحتوي الصبر على مركبات فريدة من نوعها تساعد على تقوية وإنبات جذور الشعر ومنع تساقطه وإعادة الحيوية واللمعان إليه كما إنه يستخدم كدهان للبشرة ويقال أن كليوباترا ونفرتيتي كانتا تضعان الصبار للحصول على الجمال.